# Project work
Il project work rappresenta una sperimentazione attiva dei contenuti appresi durante un percorso didattico formativo.
Questo strumento progettuale si collega alla metodologia “learning by doing”, che sottolinea come, in seguito ad un periodo di apprendimento si riesca a realizzare un progetto relativo a obiettivi prefissati e a contesti reali.
Il punto di partenza del project work è dato dalle motivazioni a cui il progetto è chiamato a rispondere; mentre il punto di arrivo è l'obiettivo generale che concretizza l'idea e la soddisfa.
Il project work può essere individuale o di gruppo e i risultati sono oggetto di analisi e discussione in un momento didattico-applicativo.
Il significato etimologico del termine project work è “lavoro di progetto”, che evidenzia come il project work sia un efficace strumento formativo che richiede ai partecipanti di realizzare un progetto concreto; tale metodologia consentirà a coloro che vi contribuiscono di prendere contatto con problematiche organizzative, operative, relazionali, presenti nel contesto lavorativo e formativo.

## Descrizione

### Ideazione
Il project work nasce da un'idea e da una motivazione, che rappresentano le ragioni del progetto, individuate all'interno di un'analisi dei bisogni(motivazionale o di contesto).
Viene successivamente definito nella macroprogettazione, documento in cui sono stabiliti:
- gli obiettivi generali del progetto;
- i destinatari (target di riferimento);
- l'argomento (topic);
- i contenuti (attività); 
- i risultati (obiettivi che si concretizzano);
- tempi e luoghi di realizzazione;
- le risorse che verranno impiegate.

### Pianificazione
Al documento precedentemente steso si aggiunge una microprogettazione, cioè una progettazione più dettagliata in cui vengono definiti:
- il titolo del progetto;
- una struttura organizzata per fasi;
- la metodologia o strategia che verrà utilizzata per pervenire all'obiettivo, quindi: tempi, contenuti/argomenti, identificazione degli obiettivi specifici, metodi e strumenti, risorse umane e strutturali.
Inoltre vengono definiti i costi (budget preventivo del progetto) e le competenze necessarie per realizzare il lavoro.
Il tutto deve essere frutto di una condivisione e approvazione da parte del team di lavoro.

### Realizzazione
In questa fase si passa dalla teoria alla pratica, viene realizzato il progetto secondo le linee teoriche, che svolgono la funzione di guida, e in itinere si verifica che gli obiettivi vengano conseguiti. Importante qui risulta la gestione del budget. Durante lo svolgimento del progetto si effettua un monitoraggio e una valutazione del progetto.

### Chiusura
In fase di chiusura viene fatta una valutazione ex post per valutare i prodotti e quindi per decidere se il progetto è andato bene e dove eventualmente potrebbe essere migliorato.
La valutazione finale non è l'unico strumento che si utilizza per monitorare il percorso progettuale e verificare lo stato di concretizzazione degli obiettivi prefissati. Si ricorre infatti ad altri due momenti di valutazione: uno collocabile nelle prime due fasi di ideazione e pianificazione, e il secondo nella fase della realizzazione. Si tratta rispettivamente della valutazione ex ante e della valutazione in itinere.

## Finalità
Il project work nella formazione nasce come risposta ad un bisogno espresso dal contesto di riferimento. L'analisi dei fabbisogni formativi rappresenta infatti il punto di partenza nella creazione di un progetto finalizzato alla realizzazione di compiti e alla risoluzione di problemi concreti.
"Lavorare per progetti" permette di focalizzarsi sui bisogni della specifica situazione, suddividendoli in obiettivi formativi raggiungibili valorizzando le capacità e le competenze di ogni persona partecipante alla realizzazione del project work.
Incentiva infatti i partecipanti a "cimentarsi" sugli argomenti affrontati nell'ambito di un piano di azione, favorendo la loro contestualizzazione in determinati ambienti in cui essi si troveranno ad agire.
Il project work rappresenta l'occasione, per coloro che vi partecipano attivamente, di verificare lo stato delle loro capacità organizzative, decisionali, relazionali, operative e di analisi.
Possiamo dunque individuare, come finalità primaria di un progetto, la realizzazione di un cambiamento rispondendo ad un bisogno formativo tramite le risorse disponibili e nel rispetto di quanto pianificato.
Il project work quindi, oltre a fornire vantaggi al destinatario dell'azione formativa, rappresenta un valore aggiunto a livello personale contribuendo ad un accrescimento professionale del progettista con l'acquisizione di competenze in diverse discipline.

## Utilizzo
Il project work si rivela un piano d'azione alquanto efficace ogni qualvolta il docente/tutor/formatore intende proporre un apprendimento basato sul "learning by doing", e far sperimentare agli studenti/corsisti tutto ciò che ha insegnato a livello teorico; stimolando in loro creatività, capacità interpretativa, di analisi critica e soprattutto collegamento fra aspetti teorici ed operativi.

### Contesti di applicazione
Come strumento formativo il project work risulta piuttosto versatile, in quanto può venir proposto nei più svariati contesti: da quello scolastico all'extra scolastico, dal pubblico al privato.

#### Settore scolastico
In ambito prettamente scolastico, il project work si utilizza principalmente a livello accademico. In particolare si propone come attività laboratoriale all'interno di corsi universitari, corsi di formazione e di aggiornamento, e master di ogni livello. Gli ambiti disciplinari coinvolti sono i più vari. Nell'ultimo decennio, è facile osservare quanto la metodologia specifica che propone trovi applicazione anche nella progettazione del Piano dell'offerta formativa della scuola di base e di quella superiore.

#### Settore extra scolastico
La sua applicazione si sta espandendo oltre le barriere dell'educazione formale, diffondendosi in numerosi contesti educativi extra scolastici, fra cui ricordiamo le federazioni sportive.

#### Settore pubblico
Nel settore pubblico l'utilizzo del project work si propone a livello sanitario in generale, per la formazione di dipendenti statali e nel più ristretto circolo comunale.

#### Settore privato
Sta poi prendendo sempre più piede l'impiego di questa metodologia formativa all'interno delle aziende, coinvolgendo tematiche riconducibili a: innovazione, inserimento di personale nell'organico e promozione del benessere organizzativo nel lavoro.